# Батгърл
Батгърл (на английски: Batgirl) е името, използвано от няколко супергероини, появяващи се в комиксите на Ди Си Комикс. Бети Кейн е първият персонаж, представен от Бил Фингър и Шелдън Молдоф като Бат-Гърл, но през 1967 г. е заместена от Барбара Гордън, която публиката по-късно започва да идентифицира като иконичната Батгърл. Тя е дъщерята на полицейския комисар Джеймс Гордън и прави своя дебют в Detective Comics бр. 359 (1967 г.).